# Le corps du désir (telenovela)
Le corps du désir (El cuerpo del deseo) est une telenovela américaine diffusée entre le 18 juillet 2005 et le 28 février 2006 sur Telemundo.
Elle a été diffusée en France sur le réseau Outre-Mer 1ère puis sur France Ô et IDF1. Elle fut également diffusée en Afrique sur Novelas TV du 24 mars 2015 au 5 octobre 2015 , au Gabon sur Gabon Télévision et au Sénégal sur RDV ABS-CBN (chaîne de télévision)

## Synopsis
Pedro, un vieil homme riche, se réincarne dans le corps de Salvador, un jeune et séduisant paysan. Il revient au milieu des siens, pensant retrouver ce qu'il a perdu, mais découvre de nombreux secrets.
Pedro José Donoso est millionnaire. À 67 ans, il épouse sa seconde femme, la belle et sensuelle Isabel Arroyo, d’une quarantaine d’années sa cadette. Le mariage fait jaser beaucoup de monde. Les proches de Pedro soupçonnent l’heureuse élue de le manipuler et sa voyante, Gaetana, le met en garde contre Isabel, qu’elle compare à un serpent qui finira par le détruire. Entre Angela, sa fille, qui n’approuve pas ce mariage, et son épouse, fine manipulatrice cachée dans un gant de velours, le cœur de Pedro penche pour sa moitié.
Victime d’une attaque le jour du mariage, Pedro doit ménager ses forces pour éviter un infarctus et renonce donc à son voyage de noces. Il est entouré d’un personnel aux petits soins : sa très dévouée gouvernante, qui occupe la demeure avec ses deux séduisants garçons, Simon et Antonio ; son majordome, Walter, et quelques employées.
Dans cette majestueuse maison, la vie est rythmée par les disputes et les retournements de situation où bien des protagonistes sont dévorés par l’ambition, l’esprit de vengeance et l’appât du gain. Valeria, la cousine d’Isabel, comprend très bien l’amour qu’elle peut ressentir pour cet homme âgé. Elle le trouve sensible, sincère et plein de bonne volonté.
L’état de santé de Pedro, affaibli par des visions, se dégrade peu à peu.
Après sa mort, il va se réincarner en un paysan très beau, marié, totalement inconnu. Il réussit à se faire embaucher dans son hacienda et découvre rapidement le vrai visage de chacun.

## Distribution
- Mario Cimarro (VF : Tangi Colombel) : Pedro José Donoso/Salvador Cerinza
- Lorena Rojas (VF : Elea Oberon) : Isabel Arroyo
- Andrés Garcia (VF : Patrick Simpson-Jones) : Pedro José Donoso
- Martín Karpan (VF : Guillaume Zublena) : Andrés Corona
- Vanessa Villela (VF : Noelle Hernadez) : Ángela Donoso
- Roberto Moll (VF : Jean-Sebastian Dupoy) : Walter Franco
- Jeannette Lehr (VF : Laurence Ann Ismael) : Gaitana Charry
- Erick Elias (VF : Thibault Ronssin) : Antonio Domínguez
- Diana Osorio (VF : Kimberley Amsellem) : Valeria Guzmán
- Pablo Azar (VF : Mathieu Lévy) : Simón Domínguez
- Anna Silvetti (VF : Pascale Valy) : Abigail Domínguez
- Yadira Santana : Victoria "Vicky"
- Rosalinda Rodríguez : Cantalicia Muñeton
- Rubén Camelo : Père Jacobo
- Emanuel Castillo : Salvador Alonso "Moncho" Cerinza
- Liz Coleandro (VF : Delphine Cabirol) : Nina Macedo viuda de Arroyo
- Arianna Coltellacci : Consuelo Guerrero
- Victor Corona : Officier de police
- Jorge Hernández : Evaristo Canales
- Raúl Izaguirre : Garces
- Félix Loreto (VF : Jean Bernard Reby) : Docteur Duarte
- Gonzalo Madurga : Carlos Alfonso de la Onda
- Marella Mata : Juanita
- Martha Picanes (es) : Rebeca Macedo

## Autres versions
- En cuerpo ajeno (1992-1993)
- Cambio de piel (1997-1998)
- En otra piel (2014)
- Second Chance (2016)
- Amar a muerte (2018-2019)
- The Second Chance (2023)

### Sources
- (es) Cet article est partiellement ou en totalité issu de l’article de Wikipédia en espagnol intitulé « El cuerpo del deseo » (voir la liste des auteurs).